# 海城西站
海城西站位于中华人民共和国辽宁省鞍山市海城市东四街道，由中国铁路沈阳局集团鞍山车务段管辖。经过铁路有盘营客运专线及哈大高速铁路，也是盘营客运专线的起点站之一，每天约有40趟旅客列车在此停靠。车站规模为2台4线。

## 車站周邊
海城市政府规划在海城西站周围建立高铁新城，面积约7.7平方公里，预计将于2020年投入使用。

## 外部連結
- 中国铁路客户服务中心 （页面存档备份，存于）